# Hancock (Wisconsin)
Pour les articles homonymes, voir Hancock.
Hancock est un village du comté de Waushara, dans l'État du Wisconsin, aux États-Unis. En 2020, il comptait une population de 558 habitants.